# Wolfgang Schmitz (Künstler)

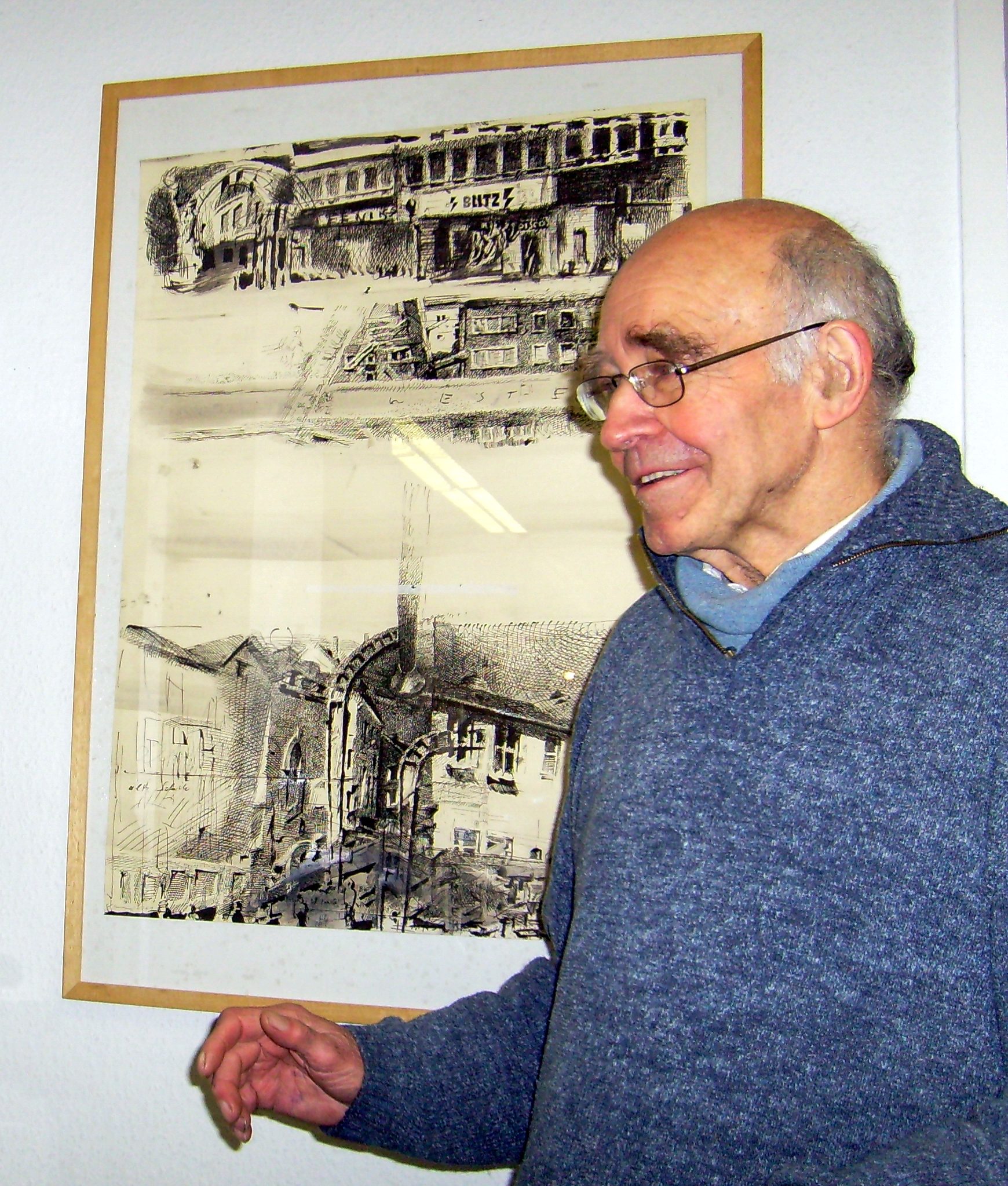
Wolfgang Schmitz am 27. Januar 2008 bei einer Finissage in Wuppertal-Vohwinkel

Wolfgang Schmitz (* 26. September 1934 in Marl; † 10. November 2017 in Wuppertal) war ein deutscher Künstler. Schwerpunkt seiner künstlerischen Arbeit waren Zeichnungen auf Papier und Karton, daneben auch Druckgrafik.

## Leben
Wolfgang Schmitz studierte von 1955 bis 1960 an der Kunstakademie Düsseldorf bei Otto Coester und Robert Pudlich und zwischen 1960 und 1962 Anglistik an der Universität Köln. Von 1981 bis 1999 war er Professor für Entwurf/Manueller Druck an der Hochschule für Künste Bremen. Sein Credo war laut der HfK „an Ort und Stelle zu zeichnen“. Er lebte in Wuppertal und war mit der Malerin Graziella Drößler verheiratet.

## Werk
Schmitz war Mitglied im Deutschen Künstlerbund, an dessen Jahresausstellungen er 1980 (in Hannover), 1981 (in Nürnberg) und 1982 (in Düsseldorf) teilnahm. Er hatte zahlreiche Einzelausstellungen und beteiligte sich an der documenta 6 in Kassel. Schmitz erhielt einige Kunstpreise und Auslandsstipendien. 2008 gestaltete er den Jahresdruck für die Lithographie-Werkstatt Eichstätt.

## Auszeichnungen
- Förderpreis der Stadt Wuppertal (1976)[4]
- Karl Ernst Osthaus-Preis der Stadt Hagen (1981)[5]
- Eduard von der Heydt-Preis der Stadt Wuppertal (1997)[6]